# كارل هينريتش جراف
كارل هينريتش جراف (بالألمانية: Karl Heinrich Graf)‏ هو مترجم ألماني، ولد في 28 فبراير 1815 في ميلوز في فرنسا، وتوفي في 16 يوليو 1869 في مايسن في ألمانيا.